# Safor
Die Comarca Safor ist eine der 16 Comarcas in der Provinz Valencia der Valencianischen Gemeinschaft.
Die im Nordwesten gelegene Comarca umfasst 31 Gemeinden auf einer Fläche von 429,80 km².

## Gemeinden
| Gemeinde                    | Einwohner (2024) | Fläche km² | Dichte Einw./km² | Cod INE | Postleitzahl                      |
| --------------------------- | ---------------- | ---------- | ---------------- | ------- | --------------------------------- |
| Ador                        | 1.729            | 13,81      | 125              | 46002   | 46729                             |
| Alfauir                     | 489              | 6,22       | 79               | 46023   | 46725                             |
| Almiserà                    | 285              | 7,44       | 38               | 46033   | 46726                             |
| Almoines                    | 2.643            | 2,12       | 1.247            | 46034   | 46723                             |
| L’Alqueria de la Comtessa   | 1.544            | 2,15       | 718              | 46037   | 46715                             |
| Barx                        | 1.498            | 16,10      | 93               | 46046   | 46758                             |
| Bellreguard                 | 4.943            | 2,85       | 1.734            | 46048   | 46713                             |
| Beniarjó                    | 1.907            | 2,75       | 693              | 46055   | 46722                             |
| Benifairó de la Valldigna   | 1.560            | 20,20      | 77               | 46059   | 46791                             |
| Beniflá                     | 502              | 0,62       | 810              | 46061   | 46722                             |
| Benirredrà                  | 1.561            | 0,39       | 4.003            | 46066   | 46703                             |
| Castellonet de la Conquesta | 144              | 5,43       | 27               | 46091   | 46726                             |
| Daimús                      | 3.419            | 3,15       | 1.085            | 46113   | 46710                             |
| La Font d’en Carròs         | 3.938            | 9,90       | 398              | 46127   | 46717                             |
| Gandia                      | 80.095           | 60,83      | 1.317            | 46131   | 46700, 46701, 46702, 46728, 46730 |
| Guardamar de la Safor       | 607              | 1,10       | 552              | 46140   | 46711                             |
| Llocnou de Sant Jeroni      | 586              | 6,47       | 91               | 46153   | 46726                             |
| Miramar                     | 3.020            | 2,56       | 1.180            | 46168   | 46711                             |
| Oliva                       | 26.122           | 59,93      | 436              | 46181   | 46780                             |
| Palma de Gandía             | 1.816            | 13,92      | 130              | 46187   | 46724                             |
| Palmera                     | 1.028            | 0,98       | 1.049            | 46188   | 46714                             |
| Piles                       | 3.195            | 3,94       | 811              | 46195   | 46712                             |
| Potries                     | 1.104            | 3,07       | 360              | 46198   | 46721                             |
| Rafelcofer                  | 1.374            | 2,03       | 677              | 46208   | 46716                             |
| El Real de Gandía           | 2.670            | 6,07       | 440              | 46211   | 46727                             |
| Rótova                      | 1.271            | 7,66       | 166              | 46218   | 46725                             |
| Simat de la Valldigna       | 3.289            | 38,49      | 85               | 46231   | 46750                             |
| Tavernes de la Valldigna    | 17.631           | 49,23      | 358              | 46238   | 46760                             |
| Villalonga                  | 4.713            | 43,32      | 109              | 46255   | 46720                             |
| Xeraco                      | 6.044            | 20,22      | 299              | 46143   | 46770                             |
| Xeresa                      | 2.341            | 16,85      | 139              | 46146   | 46790                             |
| Comarca Safor               | 183.068          | 429,80     | 426              | –       | –                                 |

## Küste
Zu vielen der größeren Gemeinden in Küstennähe gehört eine Strandsiedlung, die nach dem Namen der Gemeinde mit vorangestelltem „Platja de“ (valencianisch; kastilisch Playa de) benannt ist. Von Daimús bis Piles liegen fünf dieser „Platjas“ nahezu ohne Unterbrechung nebeneinander und teilen sich die gemeinsame Strandpromenade, wodurch es möglich ist, zu Fuß von einem Ort zum anderen zu gelangen. Dabei passiert man (von Norden nach Süden) Platja de Daimús, Platja de Guardamar de la Safor, Platja de Bellreguard, Platja de Miramar, und Platja de Piles. Auffällig ist hierbei, dass jede Gemeinde eine unterschiedliche Bepflasterung und verschiedenartige Straßenlaternen einsetzt, sodass sich deren Aussehen auf der etwa 5 Kilometer langen Strecke stets verändert.